# Taratak Nagodang
Taratak Nagodang is een bestuurslaag in het regentschap Simalungun van de provincie Noord-Sumatra, Indonesië. Taratak Nagodang telt 1275 inwoners (volkstelling 2010).